# Berasang
Berasang is een bestuurslaag in het regentschap Ogan Komering Ulu Selatan van de provincie Zuid-Sumatra, Indonesië. Berasang telt 828 inwoners (volkstelling 2010).